# Bavaria Filmstadt

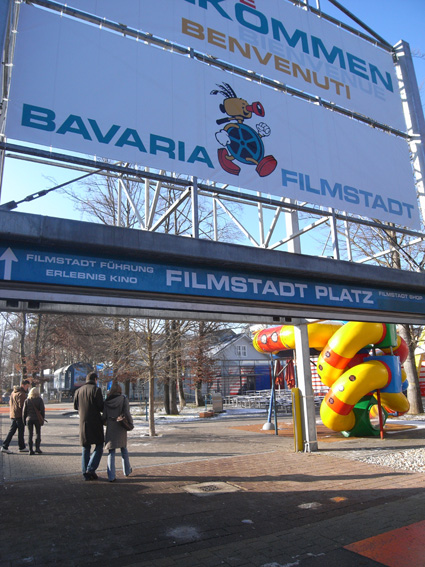
Eingang der Bavaria Filmstadt

Die Bavaria Filmstadt ist eine Abteilung der Bavaria Film GmbH und bietet touristische Attraktionen auf dem Gelände des Hauptsitzes der Bavaria Film im Grünwalder Ortsteil Geiselgasteig. Durchschnittlich besuchen 350.000 Besucher jährlich die Bavaria Filmstadt.

## Attraktionen
Die Bavaria Filmstadt bietet Besuchern die Filmtour sowie das 4D-Erlebniskino.

### Filmtour
Ihren Ursprung hatte die Filmtour in der Ausstellung von Kulissen und Modellen aus dem Film Das Boot. Aufgrund des großen Besucherandrangs wurde am 1. August 1981 die erste Saison der Filmstadt mit regelmäßig geführten Touren eröffnet. Weitere Höhepunkte der Filmtour waren in den 1980er Jahren vor allem die Kulissen aus der Unendlichen Geschichte sowie aus dem Science-Fiction-Film Enemy Mine. Nach wie vor ist die Filmtour die Hauptattraktion der Bavaria Filmstadt.

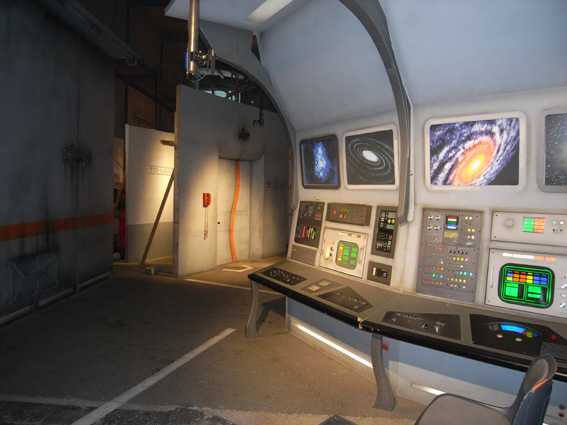
Innenkulisse des (T)Raumschiff Surprise

Die Filmtour beginnt in Gruppengrößen von maximal 60 Personen. Die Tour wird als Rundgang zu Fuß über das Betriebsgelände fortgesetzt, das für Touristen nur im Rahmen der Filmstadtführung zugänglich ist. Während der 90-minütigen Tour moderiert ein Tourguide die einzelnen Stationen.
Je nach Tourverlauf sind folgende Außenkulissen zu sehen: Die Kulissenstraße „Münchener Straße“ aus der Serie Löwengrube, das Wikingerdorf und das Schiff aus Wickie und die starken Männer. Ebenso sind Innenkulissen und Requisiten aus den Filmen Asterix und Obelix gegen Caesar, Big Game – Die Jagd beginnt und Das Boot zu sehen. 
Die Tourgäste werden teilweise aktiv in die Führung eingebunden, indem  mit ihnen in Filmkulissen kurze Szenen gedreht werden, z. B. in einem Wetterstudio oder vor Greenscreen in einer virtuellen Drachenhöhle. Die Szenen können am Ende der Tour auf DVD erworben werden.

### 4D-Erlebniskino
Eine weitere Attraktion der Bavaria Filmstadt ist das 4D-Erlebniskino, bei dem ein etwa fünf Minuten langer, computeranimierter Film in 3D gezeigt wird. Dazu bewegen sich passend zum Film die Sitzreihen und es werden Spezialeffekte wie Wind und Nebel erzeugt. Der Ton entsteht durch das IOSONO Sound System, das vom Fraunhofer-Institut für Digitale Medientechnologie entwickelt wurde.

### Filmstadt Atelier (geschlossen)
Anlässlich von 100 Jahren Film & Fernsehen in Geiselgasteig eröffnete am 2. März 2019 in der zuletzt für das "Bullyversum" genutzten Halle das neue "Filmstadt Atelier". Mit Hilfe von einmaligem, bisher unveröffentlichtem Archivmaterial konnte dort die Geschichte des Medienstandortes und des Unternehmens in einer interaktiven Zeitreise durch 100 bewegte Jahre Film und Fernsehen erlebt werden.

### Bullyversum (geschlossen)
In der ehemaligen Stuntshow-Halle wurde im Juni 2011 das „Bullyversum“ eröffnet. Die Ganzjahresattraktion bot unter anderem Kulissen und Requisiten aus den Filmen von Michael Herbig (Bully), ein Fahrgeschäft mit 3D-Effekten, einen interaktiven 3D-Film und die Möglichkeit, Szenen in den Innenkulissen von (T)Raumschiff Surprise – Periode 1 nachzuspielen.
Die Halle wurde am 26. November 2018 geschlossen und im März 2019 als "Filmstadt Atelier" neu eröffnet.

### Stuntshow (abgesetzt)

Der Feuer-Stunt als Höhepunkt der Stuntshow

Ab 1989 wurden unter der Leitung von Mac Steinmeier und Michael Mohr den Besuchern verschiedene Stunts von Stuntmen und Stuntwomen vorgeführt und erklärt. Als erstes Setting wurde die Außenkulisse einer alten Zechensiedlung aus der Fernsehfilm-Reihe Rote Erde verwendet. Ein Höhepunkt der Stuntshow war hierbei der Sprung vom 22 Meter hohen Förderturm. 
1996 wurde eine neue Außenkulisse im Stil eines amerikanischen Gefängnisses für die sogenannte „Bavaria Action Show“ gebaut.
Von 2004 bis 2010 war die Stuntshow in einer 1200 m² großen Halle untergebracht, die Platz für bis zu 500 Besucher bot. Die 45-minütige Show spielte vor einer New Yorker Häuserkulisse. Das Team verfügte über zwei extra für die Bavaria Filmstadt angefertigte BMW-Polizeiwagen sowie ein Polizeimotorrad im Design der New Yorker Polizei.
Im November 2010 wurde die Stuntshow abgesetzt.

## Filmgeschichte
→ Hauptartikel: Bavaria Film
→ siehe auch: Constantin Film

## Fantage
Seit 2010 wird jährlich auf dem Gelände der „Sturm-der-Liebe-Fantag“ veranstaltet. An diesem Tag ist es für Fantag-Besucher möglich, die originalen Innenkulissen zu sehen und Schauspieler der Serie zu treffen. Bis zum Ende der Serie „Marienhof“ wurde für diese ebenfalls ein Fantag veranstaltet.

## Verschiedenes
- Das Maskottchen der Bavaria Filmstadt ist seit dem Jahr 2003 „Rolli“, eine Figur bestehend aus einer Filmrolle als Körper und einer Kamera als Kopf. Es wurde zuvor vom erfolglosen Bavaria Film Park verwendet.
- Ein Lizenzstreit zwischen der Bavaria Film und der Buchheimstiftung führte dazu, dass sämtliche Kulissen und Modelle aus dem Film Das Boot im Jahr 2009 von Januar bis März nicht ausgestellt wurden. [1]
- Mitte Dezember 2010 kamen Wolfgang Petersen und Jürgen Prochnow noch einmal auf das Gelände, um für die Blu-ray-Ausgabe zum 30-jährigen Jubiläum des Films Das Boot einige Interview-Szenen zu drehen.

## Galerie

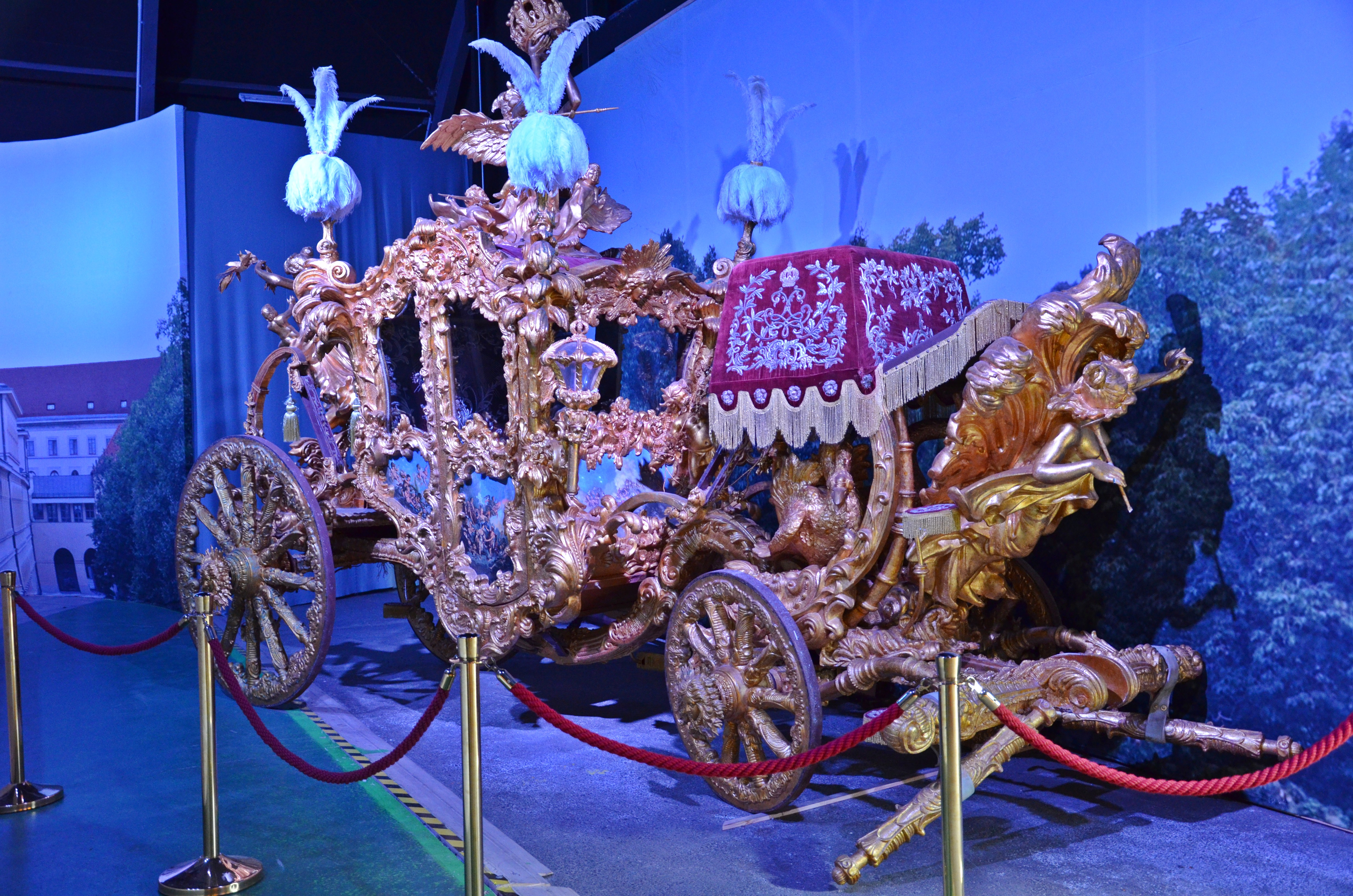
Kutsche aus dem Film König Ludwig II
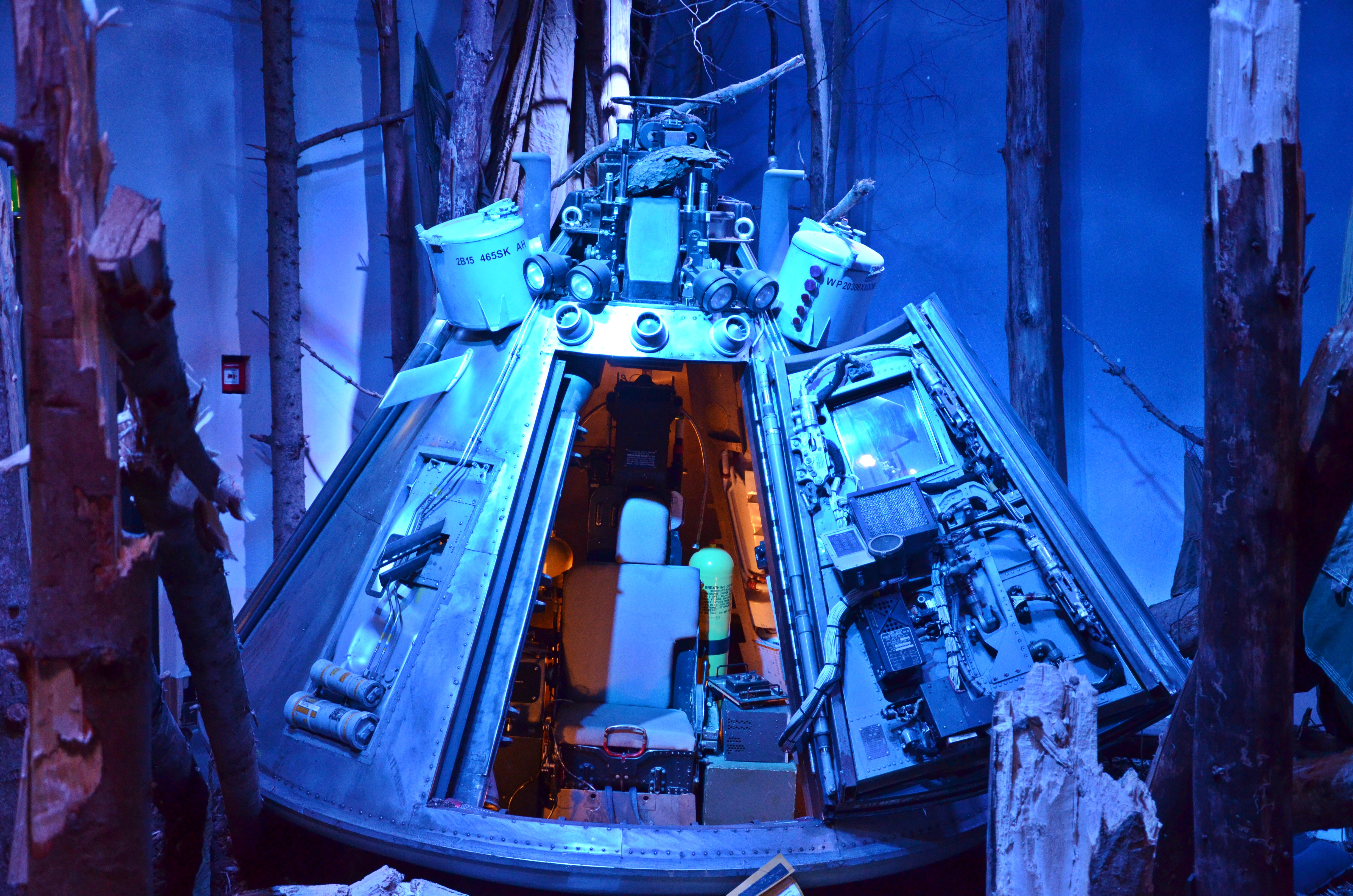
Kapsel aus dem Film Big Game mit Samuel L. Jackson
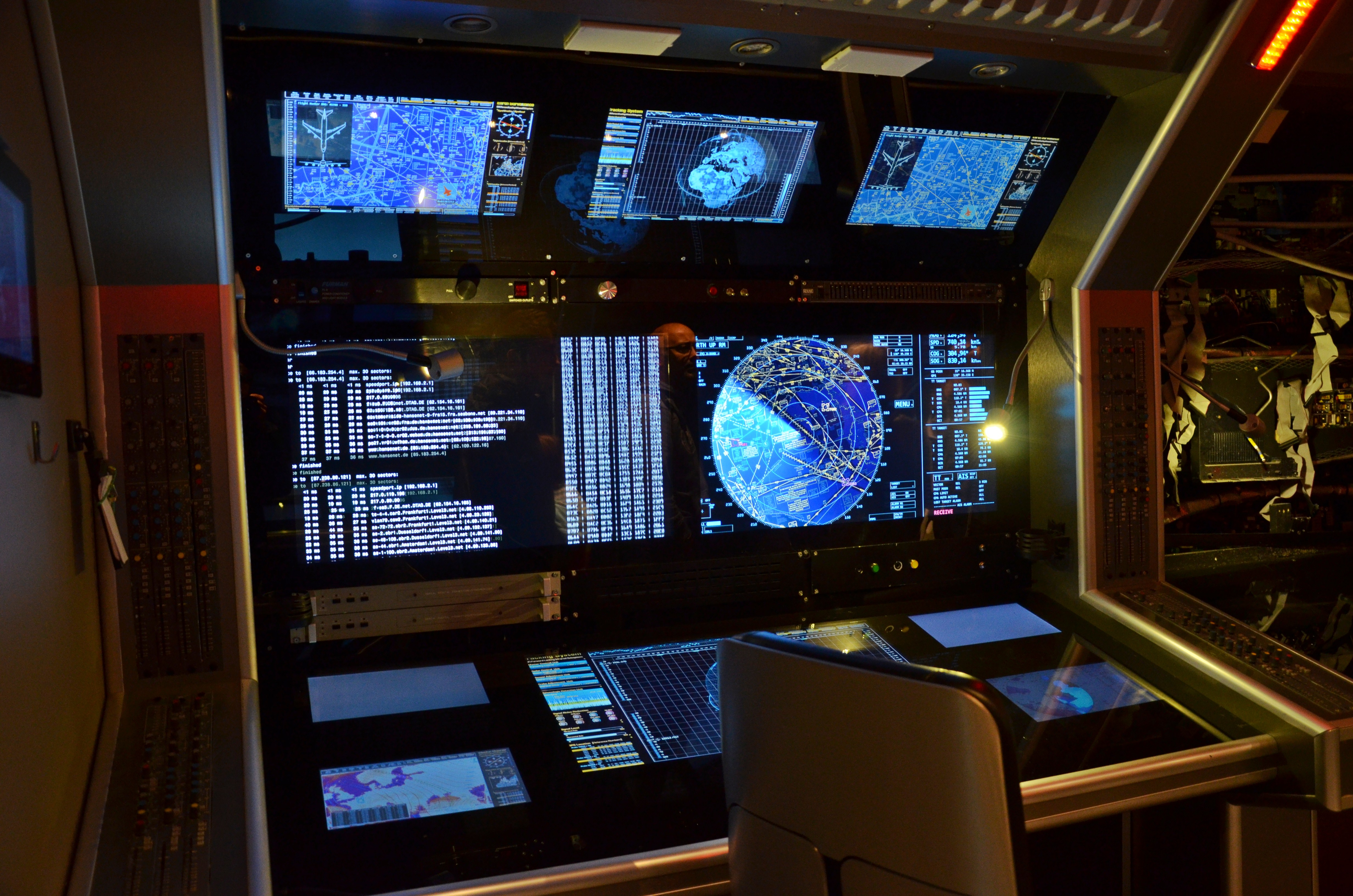
Big-Game-Airforce-One-Kulisse
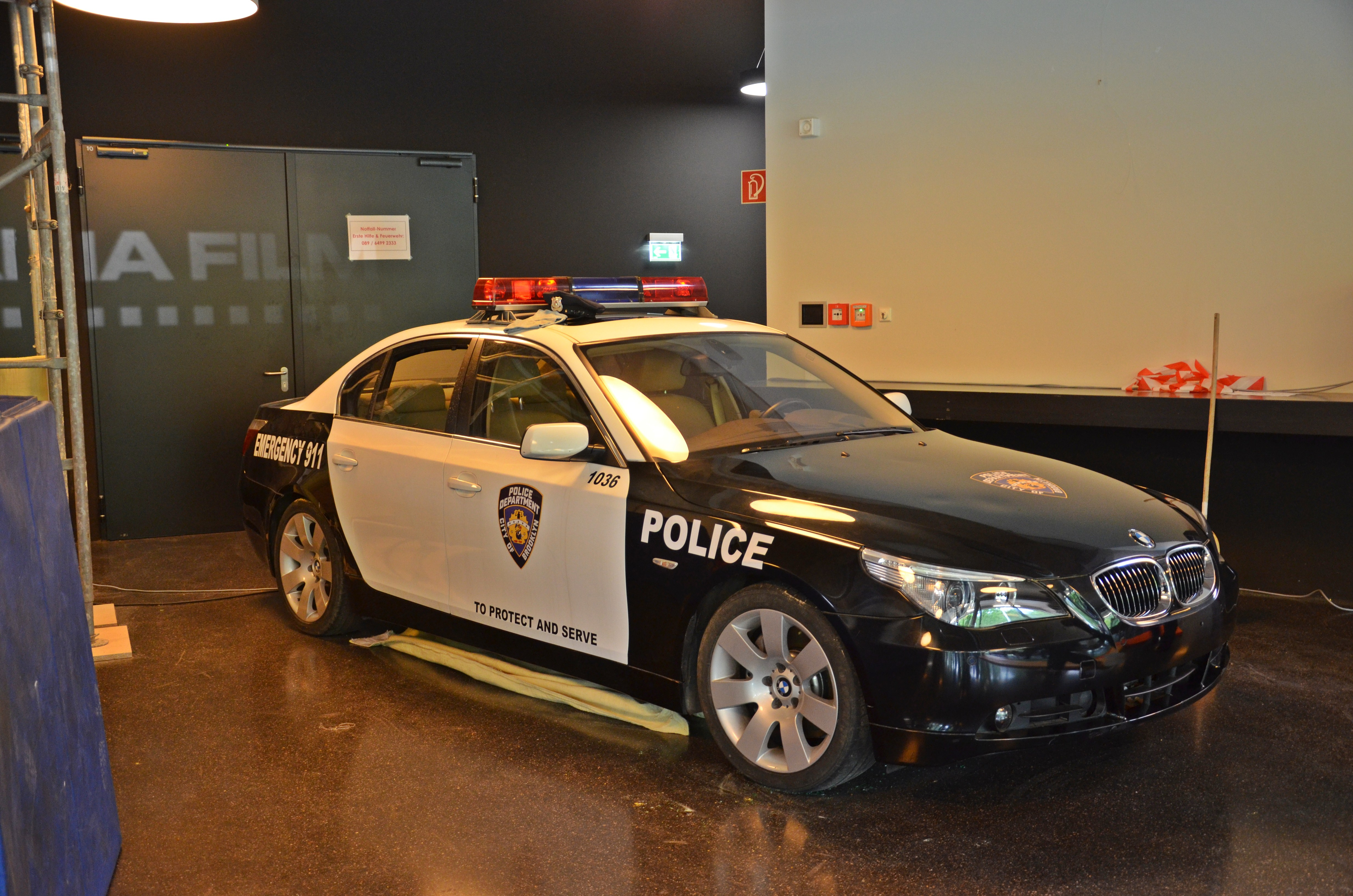
Stuntshow-Polizeiauto
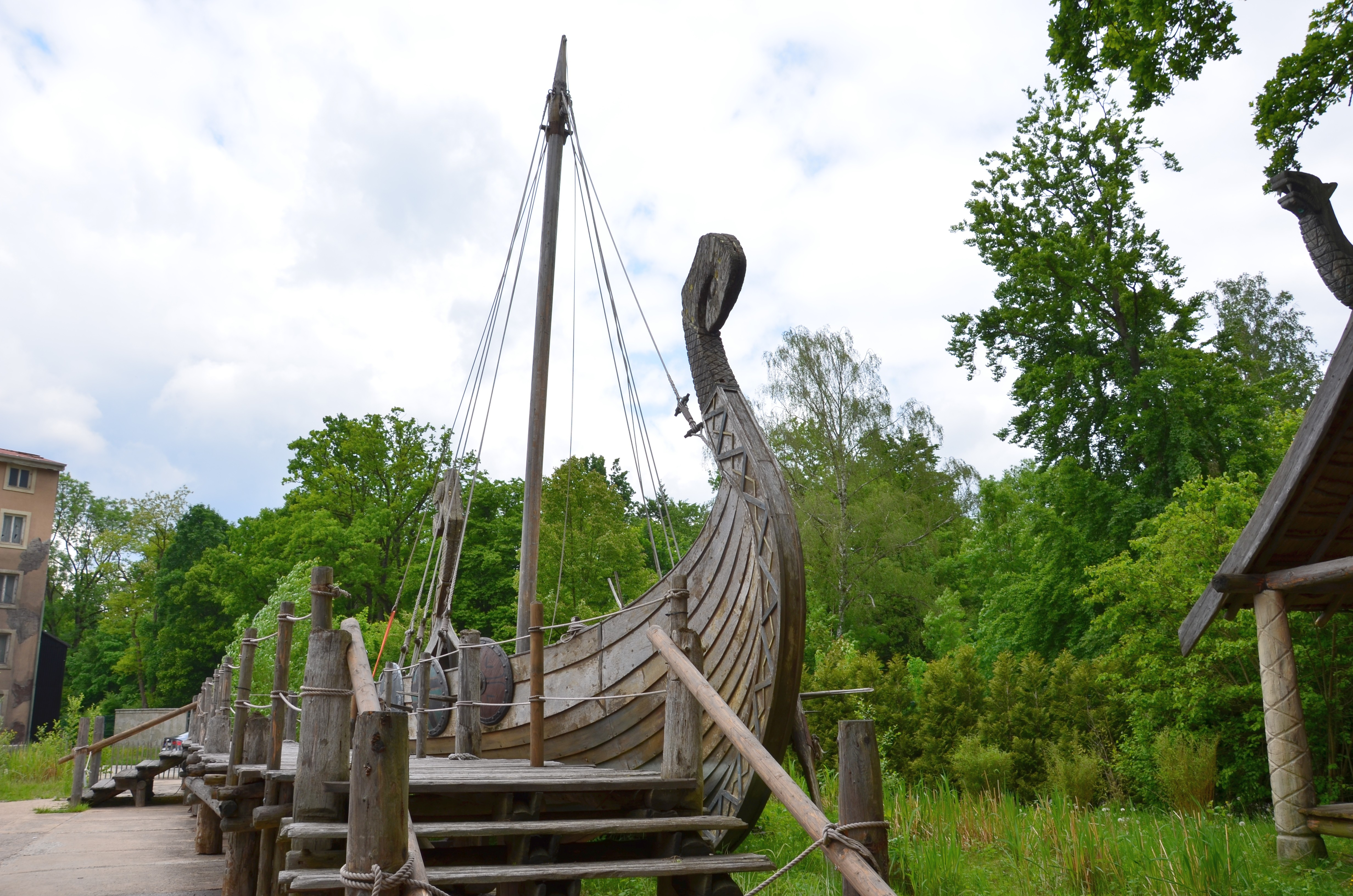
Boot aus dem Film Wickie und die starken Männer